# قیام رونین
قیام رونین (ژاپنی: ライズ オブ ザー ローニン هپبورن: Raizu obu za rōnin) یک بازی ویدئویی به سبک نقش‌آفرینی اکشن است که توسط تیم نینجا توسعه یافته و به‌وسیلهٔ سونی اینتراکتیو انترتینمنت منتشر شده است. این بازی در تاریخ ۲۲ مارس ۲۰۲۴، به‌طور انحصاری برای کنسول پلی‌استیشن ۵ عرضه شد.
قیام رونین نخستین بار در ۱۳ سپتامبر ۲۰۲۲، در پخش زندهٔ پلی‌استیشن استیت رونمایی شد. سپس در دسامبر ۲۰۲۳ و رویداد گیم آواردز ۲۰۲۳ تریلر جدید بازی با محوریت گیم‌پلی، پیش سفارش و تاریخ عرضه بازی در مارس ۲۰۲۴ نمایش داده شد. فومیهیکو یاسودا رئیس استودیوی تیم نینجا و کارگردان سری بازی‌های نی‌او، به عنوان کارگردان و تهیه‌کننده در این عنوان نیز حضور دارد و به گفتهٔ وی قیام رونین قطعا بلندپروازانه‌ترین پروژه‌ای است که تیم نینجا توسعه داده است.

## داستان
داستان بازی در اواخر سدهٔ نوزدهم میلادی ادو و دوران باکوماتسو، سال‌های پایانی دوره ادو، جنگ بوشین بین شوگون‌سالاری توکوگاوا و جناح‌های مختلف ضد شوگونی را به تصویر می‌کشد که از نفوذ غرب پس از بازگشایی اجباری کشور ژاپن پس از دورهٔ ساکوکو ناراضی بودند.